# Galun
Galun je kemijska spojina, običajno hidrirani dvojni aluminijev sulfat s splošno formulo  XAl(SO
4)
2•12H
2O, v kateri je X enovalentni kation, na primer kalij, natrij ali amonij. Izraz "galun" se pogosto nanaša na kalijev galun s kemijsko formulo KAl(SO
4)
2•12H
2O. Drugi galuni so imenovani po enovalentnem kationu, na primer natrijev galun ali amonijev galun.
Naziv "galun" se širše uporablja tudi za soli z enako formulo in strukturo, samo da je aluminij zamenjan s kakšnim drugim trovalentnim kovinskim ionom, na primer s kromom(III) in/ali žveplo zamenjano z nekim drugim halkogenim kationom, na primer s selenom.  Najpogostejši analog je (kalijev)  kromov galun KCr(SO
4)
2•12H
2O.
V nekaterih industrijah se naziv "galun" (ali "papirniški galun") uporablja za aluminijev sulfat
 Al
2(SO
4)
3•nH
2O. Večina industrijskih flokulacij se opravlja z "galunom", ki je v resnici aluminijev sulfat. V medicini se naziv  "galun" običjno nanaša na gel aluminijeveg hidroksida, ki se uporablja kot pomagalo pri cepivih.

## Zgodovina

### Stari in srednji vek

#### Galun, odkrit v arheoloških najdiščih
V starem veku je bil glavni vir substitutov galuna zahodna puščava v Egiptu. Evaporiti so vsebovali večinoma FeAl
2(SO
4)
4•22H
2O, MgAl
2(SO
4)
4•22H
2O, NaAl(SO
4)
2•6H
2O, MgSO
4•7H
2O and Al
2(SO
4)
3•17H
2O.
Proizvodnja kalijevega galuna iz alunita je arheološko dokazana na otoku Lesbosu.  Najdišče je bilo opuščeno v 7. stoletju, začetek pa sega najmanj v 2 stoletje n. št. Naravni alumin z otoka Melosa je bil zmes predvsem galunogena (Al
2(SO
4)
3•17H
2O) s primesmi kalijevega galuna in drugih sulfatov.

#### Alumin v Plinijevih in Dioskoridovih spisih
Popoln opis snovi z imenom alumin je v Naravni zgodovini Plinija starejšega.
Primerjava Plinijevega opisa alumina in Dioskoridovega opisa stupterie pokaže, da gre očitno za isto snov. Plinij pojasnjuje da se alumin v naravi najde v zemlji in ga imenuje salsugoterrae.
Plinij piše, da se ime alumin uporablja za več različnih snovi, vse pa bolj ali manj vežejo usta in se uporabljajo pri barvanju tkanin in v medicini. Plinij pravi tudi to, da obstaja še neka druga vrsta alumina, ki ga Grki imenujejo šiston in se cepi v vlakna belkaste barve. Iz imena šiston in opisane lastnosti je mogoče sklepati, da gre za sol, ki nastaja spontano na določenih slanih mineralih kot sta galunov skrilavec in bituminozni skrilavec in vsebuje predvsem železov in aluminijev sulfat. Eden od galunov je bil tekoč in se je spretno ponarejal. V čistem stanju je ob dodatku soka granatnega jabolka počrnil. Ta lastnost je značilna za vodno raztopino železovega sulfata. Z raztopino pravega (kalijevega) galuna do te reakcije ne pride. Kontaminacija galuna z železovim sulfatom ni bila zaželena, ker je potemnil in pomotnil barve. Nekateri naravni galuni so bili brez železovega sulfata in so se lahko uporabljali za barvanje svetlih nians.
Plinij je opisal tudi nekaj drugih vrst galuna, vendar ni jasno, za katere spojine gre. Antični galun torej ni bil vedno kalijev galun in včasih ni bil niti alkalni aluminijev sulfat.

#### Galun, opisan v srednjeveških besedilih
Galun in zeleni vitriol (železov(II) sulfat) imata sladkoben okus in vežeta usta, njuna uporabnost pa se prekriva. Zgleda, da srednjeveški alkimisti in drugi pisci zato med njima niso delali posebnih razlik. V zapisih alkimistov se za obe spojini najdejo nazivi misi, sori in halkantum. Za obe spojini se brez razlik uporablja tudi ime atramentum sutorium, za katero bi pričakovali, da se nanaša izključno na zeleni vitriol.

### Sodobno razumevanje galunov
V zgodnjih 1700. letih je nemški kemik Georg Ernst Stahl objavil, da v reakciji žveplove kisline z apnencem nastaja neke vrste galun. Napako sta kmalu popravila Johann Pott in Andreas Marggraf. Slednji je zapisal, da je oborina, ki nastane z dodajanjem alkalij v raztopino galuna, povsem drugačna od apna in krede in je ena od sestavin običajne gline.
Marggraf je dokazal tudi to, da se popolne kristale z lastnostmi galuna lahko pridobi z raztapljanjem glinice v žveplovi kislini in dodajanjem pepelike ali amonijaka v koncentrirano raztopino. Leta 1767 je Torbern Bergman opazil, da kalijev ali amonijev sulfat pretvorita aluminijev sulfat v galun, natrijev ali kalcijev pa ne.
Sestavo običjnega (kalijevega) galuna je uspelo določiti Louisu Vauquelinu leta 1797. Takoj ko je Martin Klaproth odkril prisotnost kalija v levcitu in lepidolitu, je Vauquelin dokazal, da je galun dvojna sol, sestavljane iz žveplove kisline, glinice in kalija. V isti izdaji časopisa je Jean-Antoine Chaptal objavil analize štirih različnih vrst galunov: rimskega, levantskega, britanskega in svojega, s čimer je potrdil Vauquelinove rezultate.

## Proizvodnja
Nekateri galuni se pojavljajo v mineralih, med katerimi je najpomembnejši alunit.
Najpomembnejši galuni so kalijev, natrijev in amonijev galun, ki se proizvajajo industrijsko. Tipičen proizvodni postopek vključuje reakcijo aluminijevega sulfata in sulfata enovalentnega kationa. Aluminijev sulfat se običajno proizvaja z obdelavo mineralov, na primer aluminijevega skrilavca, boksita in kriolita z žveplovo kislino.

## Vrste galunov
Aluminijevi galuni se poimenujejo po enovalentnem kationu. Nekatere alkalne kovine, na primer litij, ne tvorijo galunov zaradi majhnih dimenzij njihovih ionov.
Najpomembnejši galuni so: 
- Kalijev galun, KAl(SO
4)
2•12H
2O ali enostavno "galun".
- Natrijev galun, NaAl(SO
4)
2•12H
2O.
- Amonijev galun, NH
4Al(SO
4)
2•12H
2O.

## Kemijske lastnoti
Aluminijevi galuni imajo več skupnih kemijskih lastnosti. Topni so v vodi, imajo sladkoben okus, so kisli, vežejo usta in kristalizirajo kot pravilni oktaedri. V kristalu je vsak aluminijev ion obdan s šestimi molekulami vode. Galuni se med segrevanjem utekočinijo, ker se raztopijo v lastni kristalni vodi. Če se segrevanje nadaljuje, voda izpari. Kristal se speni in nabrekne in se nazadnje spremeni v amorfen prah.

### Kristalna struktura
Galuni kristalizirajo v eni od treh različnih kristalnih strukturah: α-, β- in γ-galuni.

### Topnost
Topnost galunov je zelo različna. Natrijev galun je v vodi zelo dobro topen, medtem ko sta cezijev in rubidijev galun skoraj netopna. Topnosti so prikazana v naslednji preglednici.
Pri temperaturi T se v 100 delih vode raztopi:
| T      | Amonijev galun | Kalijev galun | Rubidijev galun | Cezijev galun |
| ------ | -------------- | ------------- | --------------- | ------------- |
| 0 °C   | 2,62           | 3,90          | 0,71            | 0,19          |
| 10 °C  | 4,50           | 9,52          | 1,09            | 0,29          |
| 50 °C  | 15,9           | 44,11         | 4,98            | 1,235         |
| 80 °C  | 35,20          | 134,47        | 21,60           | 5,29          |
| 100 °C | 70,83          | 357,48        |                 |               |

## Raba
Aluminijevi galuni se uporabljajo od antike in so v nekaterih industrijah še vedno pomembni.
Najbolj uporaben je kalijev galun, ki se od antike uporablja kot flokulant za čiščenje motnih tekočin in lužilo pri barvanju tkanin in strojenju usnja. Še vedno se uporablja za obdelavo vode, v medicini, kozmetiki (deodorant), pripravi hrane (v pecilnih praških in salamurijah) in proizvodnji negorljivega papirja in tkanin.
Natrijev galun se uporablja kot nadomestek za kalijev galun v pecilnih praških. Amonijev galun ima nekaj nišnih uporabnosti. Drugi galuni so predvsem predmet raziskav.
V tradicionalni japonski umetnosti se glaun in živalski klej raztopita v vodi. Nastala raztopina, imenovana dousa (japonsko 礬水) se uporablja za prvi premaz pred apretiranjem papirja.
Koncentrirano vročo raztopino kalijevega ali amonijevega sulfata uporabljajo zlatarji in strojniki za jedkanje konic svedrov, ki so se zalomili med vrtanjem v aluminij, baker, medenino, zlato in srebro. Galun namreč samo neznatno reagira z omenjnimi kovinami, korodira pa jeklo. Konice svedrov majhnih premerov se običajno lahko izvlečejo že po nekaj urah namakanja.

## Sorodne spojine
Galune lahko tvori veliko trivalentnih kovin. Njihova splošna formula je XM(SO4)2•nH2O, pri čemer je X enovalentna kovina ali amonij, M trivalentna kovina, n pa je pogosto 12. Najpomembnejši je kromov galun KCr(SO4)2•12H2O, temno vijoličen kristaliničen dvojni sulfat kroma in kalija, ki se je uporabljal za strojenje usnja.
Na splošno velja, da galune laže tvorijo alkalne kovine z večjimi atomi. Pravilo je prvi postavil Locke leta 1902, ki je odkril, da če trivalentna kovina ne tvori galuna s cezijem, ga ne tvori z nobeno drugo alkalijsko kovino ali amonijem.

### Selenatni galuni
Selenovi ali selenatni galuni vsebujejo namesto žvepla selen oziroma namesto sulfatnega iona selenatni ion (SeO2−
4). Spojine so močni oksidanti.

### Mešani galuni
V nekaterih primerih lahko nastanejo trdne raztopine galunov z različnimi enovalentnimi in trovolentnimi kovinskimi ioni.

### Drugi hidrati
Galuni imajo običajno vezanih dvanajst molekul kristalne vode, obstajajo pa tudi dvojni sulfati in selenati z drugsčno stopnjo hidracije. Enajst molekul vode vsebujeta na primer minerala mendozit in kalinit, šest molekul guanidinijevi (CH
6N+
3) in dimetilamonijevi ((CH
3)
2NH+
2)  "galuni", štiri molekule na primer goldihit, eno talijev plutonijev sulfat, brezvodni pa so javapaiiti. Ti razredi vkjučujejo različne, vendar prekrivajoče se kombinacije ionov.

### Drugi dvojni sulfati
Psevdo galun je dvojni sulfat s tipično formulo ASO4•B2(SO4)3•22H2O, v kateri je A dvovalentni kovinski ion, na primer kobalt (vupatkiite), mangan (apjohnite), magnezij (pikingerit) ali železo (halotrihit ali peresni galun), B pa trovalentni kovinski ion.
Znani so tudi dvojni sulfati s splošno formulo A2SO4•B2(SO4)3•24H2O, v katerih je A enovalentni kation, n primer natrij, kalij, rubidij, cezij, talij(I) ali kompleksen kation, na primer amonij (NH+
4), metilamonij (CH
3NH+
3), hidroksilmonij (HONH+
3)  ali hidrazinij (N
2H+
5). B je trovelentni kovinski ion, na primer aluminij, krom, titan, mangan, vanadij, železo(III), kobalt(III), galij, molibden, indij, rutenij, rodij ali iridij.  Obstajajo tudi analogni selenati. Kombinacije enovalentnega in trovalentnega kationa in aniona so odvisne od velikosti ionov.
Tuttonova sol je dvojni sulfat s tipično formulo A
2SO
4·BSO
4·6H
2O, v kateri je A enovalentni kation, B pa dvovalentni kovinski ion.
Dvojni sulfati s formulo A
2SO
4·2BSO
4, v kateri je A enovalenten kation, B pa dvovalentrn kovinski ion, se imenujejo langbeiniti po prototipskem kalijevem magnezijevem sulfatu.